# The Mutant Virus
The Mutant Virus is een videospel voor het platform Nintendo Entertainment System. Het spel werd uitgebracht in 1992. De speler speelt Ron Trainer, een meester in debuggen van computers. In zijn computer zit een virus dat bestaat uit groene cellen. De bedoeling van het spel is dit een virus te elimineren. Ron zit in een ruimteschip en kan van hieruit op de groene cellen schieten. Als het niet lukt het virus te elimineren dan wordt de mensheid teruggeworpen in de stenen tijdperk. Het speelveld wordt met bovenaanzicht getoond. 

## Ontvangst
| Beoordeeld door | Jaar | Score |
| --------------- | ---- | ----- |
| Top Secret      | 1994 | 80%   |
| All Game Guide  | 1998 | 40%   |